# Кыргызстан на Азиатских играх

Киргизские спортсмены впервые участвовали в Азиатских играх в 1994 году в Хиросиме, Япония.

## Летние Азиатские игры

### 1994, Япония, Хиросима
В Азиатских играх, которые проходили со 2 по 16 октября 1994 года в Хиросиме, приняли участие спортсмены Киргизии. Около 6800 спортсменов из 42 стран соревновались за 335 медалей в 34 видах спорта. В этих соревнованиях Киргизия выиграла 9 медалей — 4 серебряные и 5 бронзовых.
Список медалистов:
| Спортсмен          | Вид спорта                                        | Медаль  |
| ------------------ | ------------------------------------------------- | ------- |
| Раатбек Санатбаев  | Греко-римская борьба                              | Серебро |
| Максат Бобурбеков  | Вольная борьба                                    | Серебро |
| Евгений Ваккер     | Велоспорт                                         | Серебро |
| Юрий Ломов         | Стрелковый спорт                                  | Серебро |
| Руслан Гебеков     | Греко-римская борьба                              | Бронза  |
| Нурдин Мамаев      | Вольная борьба                                    | Бронза  |
| Киргизская сборная | Велогонка на 100 км                               | Бронза  |
| Митал Шарипов      | Тяжёлая атлетика                                  | Бронза  |
| Киргизская сборная | Плавание, бег, стрельба, конные игры и фехтование | Бронза  |

### 1998, Таиланд, Бангкок
Вторые Летние Азиатские игры, в которых приняла участие Киргизия, проходили с 6 по 20 декабря 1998 года в Бангкоке, Таиланд. Приняло участие около 6500 спортсменов из 41 страны, было выдано 376 медалей в 36 видах спорта. Киргизские спортсмены выиграли 6 медалей — 3 серебряные и 3 бронзовые.
Список медалистов:
| Спортсмен          | Вид спорта           | Медаль  |
| ------------------ | -------------------- | ------- |
| Раатбек Санатбаев  | Греко-римская борьба | Серебро |
| Евгений Ваккер     | Велоспорт            | Серебро |
| Юрий Ломов         | Стрелковый спорт     | Серебро |
| Киргизская сборная | Стрелковый спорт     | Бронза  |
| Анна Чернцова      | Лёгкая атлетика      | Бронза  |
| Николай Давыдов    | Лёгкая атлетика      | Бронза  |

### 2002, Южная Корея, Пусан
Следующие Летние Азиатские игры проходили с 29 сентября по 14 октября 2002 года, в Пусане, Южная Корея. Приняло участие около 7700 спортсменов из 44 стран. Было выдано 419 медалей в 38 видах спорта. Эти игры стали самыми успешными играми Киргизии, в этих играх Киргизия выиграла 11 медалей — 2 золотые, 4 серебряные и 5 бронзовых.
Список медалистов:
| Спортсмен            | Вид спорта                                                 | Медаль  |
| -------------------- | ---------------------------------------------------------- | ------- |
| Татьяна Ефименко     | Лёгкая атлетика                                            | Золото  |
| Татьяна Борисова     | Лёгкая атлетика                                            | Золото  |
| Данияр Кобонов       | Греко-римская борьба                                       | Серебро |
| Алексей Крупняков    | Вольная борьба                                             | Серебро |
| Евгений Ваккер       | Велоспорт                                                  | Серебро |
| Киргизская сборная   | Плавание, бег, стрельба из лука, конный спорт и фехтование | Серебро |
| Уран Калилов         | Греко-римская борьба                                       | Бронза  |
| Улан Кадырбек уулу   | Вольная борьба                                             | Бронза  |
| Яна Панова           | Женская борьба                                             | Бронза  |
| Елена Костюкова      | Стрелковый спорт                                           | Бронза  |
| Таалайбек Кыдыралиев | Бокс                                                       | Бронза  |
| Алексей Катулевский  | Бокс                                                       | Бронза  |

### 2006, Катар, Доха
На Азиатских играх 2006 года, которые проводились с 1 по 15 декабря 2006 года в Дохе, Катар, приняло участие 9500 спортсменов из 45 стран, на этих играх было выдано 424 медали в 39 видах спорта. В этих играх приняло участие около 100 киргизских спортсменов и они получили 8 медалей — 2 серебряные и 6 бронзовых в 25 видах спорта.
Список медалистов:
| Спортсмен         | Вид спорта           | Медаль  |
| ----------------- | -------------------- | ------- |
| Татьяна Ефименко  | Лёгкая атлетика      | Серебро |
| Евгений Ваккер    | Велоспорт            | Серебро |
| Данияр Кобонов;   | Греко-римская борьба | Бронза  |
| Руслан Тумонбаев  | Греко-римская борьба | Бронза  |
| Жанарбек Кенжеев  | Греко-римская борьба | Бронза  |
| Нурбек Ибрагимов  | Греко-римская борьба | Бронза  |
| Алексей Крупняков | Вольная борьба       | Бронза  |
| Яна Панова        | Женская борьба       | Бронза  |

### 2010, Китай, Гуанчжоу
16 Азиатские игры проводились с 16 по 27 ноября 2010 года в Гуанчжоу, Китай. В этих соревнованиях приняло участие около 9700 спортсменов из 45 стран, было выдано 476 медалей в 42 видах спорта. В этих играх приняло участие 145 киргизских спортсменов, завоевав 5 медалей — 1 золотую, 2 серебряные и 2 бронзовые в 22 видах спорта.
Список медалистов:
| Спортсмен          | Вид спорта           | Медаль  |
| ------------------ | -------------------- | ------- |
| Данияр Кобонов     | Греко-римская борьба | Золото  |
| Каныбек Жолчубеков | Греко-римская борьба | Серебро |
| Киргизская сборная | Плавание на лодках   | Серебро |
| Евгений Ваккер     | Велоспорт            | Бронза  |
| Жанарбек Кенжеев   | Греко-римская борьба | Бронза  |

### 2014, Южная Корея, Инчхон
Азиатские игры 2014 года проводились с 19 сентября по 4 октября 2014 года в Инчхоне, Южная Корея. В них приняли участие около 9500 спортсменов из 45 стран, было выдано 439 медалей в 36 видах спорта. Киргизия выиграла 6 медалей — 2 серебряные и 4 бронзовые.
Список медалистов:
| Спортсмен             | Вид спорта           | Медаль  |
| --------------------- | -------------------- | ------- |
| Евгений Ваккер        | Велоспорт            | Серебро |
| Магомед Мусаев        | Вольная борьба       | Серебро |
| Эламан Догдурбек уулу | Вольная борьба       | Бронза  |
| Айсулуу Тыныбекова    | Женская борьба       | Бронза  |
| Жанарбек Кенджив      | Греко-римская борьба | Бронза  |
| Турат Осмонов         | Бокс                 | Бронза  |

### 2018, Индонезия, Джакарта
Летние Азиатские игры 2018 года проводились с 18 августа по 2 сентября в Джакарте, Индонезия. В соревновании приняло участие около 11664 спортсменов из 45 стран, было выдано 465 медалей в 42 видах спорта. В этих соревнованиях Киргизия выиграла 20 медалей — 3 золотые, 5 серебряных и 12 бронзовых.
Список медалистов:
| Спортсмен                   | Вид спорта       | Медаль  |
| --------------------------- | ---------------- | ------- |
| Торокан Багынбай-улы        | Джиу-джитсу      | Золото  |
| Дарья Маслова               | Лёгкая атлетика  | Золото  |
| Айсулуу Тыныбекова          | Борьба           | Золото  |
| Магомед Мусаев              | Борьба           | Серебро |
| Каныбек Жолчубеков          | Борьба           | Серебро |
| Акжол Махмудов              | Борьба           | Серебро |
| Нурсултан Арымкулов         | Джиу-джитсу      | Серебро |
| Дарья Маслова               | Лёгкая атлетика  | Серебро |
| Амантур Исмаилов            | Борьба           | Бронза  |
| Узур Джузупбеков            | Борьба           | Бронза  |
| Мээрим Жуманзарова          | Борьба           | Бронза  |
| Айпери Медет-кызы           | Борьба           | Бронза  |
| Абдурахманхаджи Муртазалиев | Джиу-джитсу      | Бронза  |
| Муртазали Муртазалиев       | Джиу-джитсу      | Бронза  |
| Артур Те                    | Дзюдо            | Бронза  |
| Владимир Золоев             | Дзюдо            | Бронза  |
| Иззат Артыков               | Тяжёлая атлетика | Бронза  |
| Азат Усеналиев              | Бокс             | Бронза  |
| Данияр Токуров              | Силат            | Бронза  |
| Жолдошбек Акимканов         | Силат            | Бронза  |